# 茶元头街道
茶元头乡，是中华人民共和国湖南省邵陽市北塔区下辖的一个乡镇级行政单位。

## 行政区划
茶元头乡下辖以下地区：
樟木村、刘黑村、白田村、茶元头村、马家村、河上村、六十村、涟江村、木山村、兴隆村、新利村和枫林村。